# Francesco Livi
Francesco Livi (Gambassi Terme, fine del XIV secolo ... – 1439 circa) è stato un pittore maestro vetraio specializzato nella produzione di vetrate, italiano.

## Biografia e opere
Le notizie su Francesco di Domenico Livi o più sinteticamente Francesco Livi, sono scarse. Figlio di Domenico, Francesco nasce presumibilmente negli ultimi decenni del XIV secolo a Gambassi Terme (allora semplicemente Gambassi) formandosi nell'ambiente artigiano della produzione di oggetti in vetro da mensa (i cosiddetti bicchierai) tipico di Gambassi, di Montaione e di altri centri della Valdelsa.
Dalla Toscana, forse dopo aver soggiornato in Scozia, si trasferì nella città anseatica di Lubecca perfezionando la sua tecnica. Qui la sua abilità venne ben presto apprezzata: a lui è stata attribuita la realizzazione della vetrata della chiesa del castello (eseguita da un Maestro Francesco da Firenze), trasferita dopo la demolizione dell'edificio, avvenuta nel 1818, nella locale chiesa di Santa Caterina e infine danneggiata in seguito al bombardamento aereo sulla città, nella notte tra il 28 e il 29 marzo 1942. La presenza di un artista toscano a Lubecca suscitò l'interesse di numerosi eruditi e storici dell'arte tedeschi del XIX secolo: Francesco Livi è infatti menzionato nella letteratura storico-artistica tedesca tra i Glasmalerei attivi nell'area germanica (Brockhaus Konversationslexikon, 1902-1910).
Il 26 agosto 1434, nell'ambito del cantiere della cattedrale di Santa Maria del Fiore di Firenze, deliberarono gli operai di chiudere gli occhi del tamburo della gran cupola con vetri coloriti, e istoriati, laonde fatte molte diligenze per tutta l'Europa per trovare un artefice singolare, che con perfezione potesse condurre a buona fine quell'opera, finalmente trovarono essere in Scozia un tal maestro eccellente in questo mestiero, nato, e allevato nel villaggio di Gambassi. (...) Fu trovato il detto maestro chiamato Francesco di Domenico Livi da Gambassi, non già in Scozia, bensì nella città di Lubeca in Alemagna.
Tuttavia nel 1434 Francesco Livi risulterebbe già presente in Toscana, impegnato nella realizzazione della vetrata dell'Incoronazione, per il Duomo di Arezzo, in seguito andata distrutta.
Il 15 ottobre 1436 fu chiamato nuovamente a Firenze, dove gli fu conferito ufficialmente l'incarico di realizzare alcune vetrate (non tanto quelle circolari del tamburo, quanto presumibilmente alcune tra quelle aventi per soggetto Profeti e antenati su disegno di Lorenzo Ghiberti Archiviato il 23 febbraio 2013 in Internet Archive.) per la cattedrale di Santa Maria del Fiore. Francesco Livi finalmente raggiunse la città, gli venne offerta un'abitazione gratuita per sé e per i suoi figli, l'esenzione da ogni pubblica gravezza, e una pensione annua di quaranta fiorini.  Il governo della città fu estremamente soddisfatto, tanto da conferirgli la cittadinanza onoraria. Nel 1439 il lavoro venne affidato a Bernardo di Francesco di Firenze, essendo nel frattempo Francesco Livi probabilmente deceduto.
A Francesco di Domenico Livi è stata intitolata la Scuola Primaria di Gambassi Terme.